# Jeux de Capricorne
Jeux de Capricorne (titre original : Capricorn games) est une nouvelle de science-fiction de Robert Silverberg.  Le ton et le style de la nouvelle sont du registre « science-fiction New wave ». Le titre évoque le signe astrologique du Capricorne.

## Publications
Entre 1974 et 2016, la nouvelle a été éditée à 27 reprises dans des recueils de nouvelles de Robert Silverberg ou des anthologies de science-fiction.

### Publications aux États-Unis
La nouvelle fut rédigée en octobre 1972 mais n'est parue qu'en 1974 sous le titre Capricorn games dans le magazine The Far Side of Time.
Elle a ensuite été régulièrement rééditée dans divers recueils de Robert Silverberg et diverses anthologies.

### Publications en France
La nouvelle est notamment publiée en France :
- dans Trips, recueil composé par Jacques Chambon paru en 1976, Calmann-Lévy, coll. Dimensions SF no 23; réédition en 1980 et 1995 chez J'ai lu et en 1992 chez Pocket no 5353, coll. Pocket Science-fiction ;
- en 2002 dans le recueil Les Jeux du Capricorne, avec une traduction de Jacques Chambon ; il y a eu une nouvelle édition en livre de poche chez J'ai lu en 2004. La nouvelle est donc l'une des 124 « meilleures nouvelles » de Silverberg sélectionnées pour l'ensemble de recueils Nouvelles au fil du temps, dont Les Jeux du Capricorne est le deuxième tome.

### Publications dans d'autres pays européens
La nouvelle a été publiée :
- au Portugal sous le titre Os jogos de capricórnio (1981) ;
- aux Pays-Bas sous le titre Spelletjes van de Steenbok (1986) ;
- en Allemagne sous le titre Steinbock-Spiele (1987).

## Résumé
L'action se déroule le 7 janvier 1999. Nikki, née le 7 janvier 1975, est invitée à assister à une fête donnée par un de ses amis à l'occasion de son anniversaire des 24 ans. On veut lui présenter Nicholson, qui a la particularité d'avoir découvert le secret de l'immortalité : né le 7 janvier de l’an 982, il a dépassé le millénaire d'existence, et il a décidé d'offrir son secret de l'immortalité à une personne qu'il aura choisie à l'occasion de l'an 2000. Nikki ne désespère pas d'être choisie par Nicholson comme étant une possible récipiendaire. 
Lors de la soirée, elle rencontre plusieurs personnes, et notamment Tom, un télépathe. Plus tard elle rencontre Nicholson et comprend, par une parcelle de pouvoir télépathique transmise par Tom, que la vieillesse infinie peut constituer une malédiction. 
Elle change d'avis et refuse le don de l'immortalité. Elle préfère vivre intensément sa vie, et décide de passer la nuit dans les bras d'un homme banal rencontré durant la soirée.